# Нікос Спіропулос
Ні́кос Спіро́пулос (грец. Νίκος Σπυρόπουλος; нар. 10 жовтня 1983; Афіни, Греція) — грецький футболіст, захисник. Виступав у складі національної збірної чемпіонаті Європи і світу.

## Спортивна кар'єра

### Клубна
Нікос Спіропулос почав футбольну кар'єру, виступаючи за ФК ПАС міста Яніна 2001 року. Відігравши в команді 3 сезони, спортсмена помітили скаути клубу «Паніоніос». Невдовзі його трансфер був викуплений клубом «Панатінаїкос». Про у гравця виявили заборонений препарат, і Спіропулос одержав два роки дискваліфікації.
Згодом присутність препарату в крові пояснили природними причин, дискваліфікацію скасували, і футболіст за рік перейшов у «Паніоніос», де показав гру висого рівня. Спіропулос продемонстрував відмінну майстерність і став вважатися одним з найкращих лівих захисників Греції. У 2007 році Спіропулоса помітив тренерський штаб національної збірної, і його запросили до складу.
У січні 2008 року футболіст перейшов в «Панатінаїкос», підписавши контракт вартістю 2 мільйони євро.
На початку 2013 року став гравцем італійського «К'єво», проте закріпитись в команді не зумів і влітку того ж року повернувся на батьківщину, ставши гравцем ПАОКа, в якому і завершив ігрову кар'єру влітку 2015 року.

### Збірна
17 листопада 2007 Нікос Спіропулос дебютував у збірній в матчі проти збірної Мальти. Гравець вийшов на заміну на 46 хвилині матчу за рахунку 5-0 на користь збірної Греції. 
У складі збірної був учасником Євро-2008, на якому зіграв у одній грі проти іспанців (1:2) та ЧС-2010, де також зіграв лише у одній грі, проти Аргентини (0:2).
Всього провів за збірну 35 матчів і забив 2 голи.

## Досягнення
- Чемпіон Греції: 2010
- Володар Кубку Греції: 2010